# Faustin-Archange Touadéra
Faustin-Archange Touadéra (sinh ngày 21 tháng 4 năm 1957) là một chính trị gia và học giả Trung Phi, người đã giữ chức Tổng thống Cộng hòa Trung Phi từ tháng 3 năm 2016. Ông trước đó là Thủ tướng của đất nước từ tháng 1 năm 2008 đến tháng 1 năm 2013. Trong cuộc bầu cử tổng thống tháng 12 năm 2015 - tháng 2 năm 2016, ông được bầu làm Tổng thống trong vòng bỏ phiếu thứ hai chống lại cựu Thủ tướng Anicet Georges Dologuelé.